# Chrysotrichia matakail
Chrysotrichia matakail is een schietmot uit de familie Hydroptilidae. De soort komt voor in het Oriëntaals gebied.